# الملك الرحيم
أبو نصر خسرو فيروز بن أبي كاليجار ولقبه الملك الرحيم (1058 أو 1059)، هو أمير البويهيين في العراق فترة (أكتوبر 1048م -1055م) وآخر ملوك بني بويه، وعليه انقرضت دولتهم.

## سيرته
قال ابن الأثير في حوادث سنة 440 فيها توفي الملك أبو كاليجار مرزبان 4 جمادى الأولى فلما وصل خبر وفاته إلى بغداد وبها ولده الملك الرحيم أبو نصر خسره فيروز أحضر الجند وراسل الخليفة القائم بأمر الله في معنى الخطبة له وتلقيبه بالملك الرحيم وترددت الرسل بينهما في ذلك إلى أن أجيب إلى ملتمسه سوى الملك الرحيم فإن الخليفة امتنع من إجابته (ولكنه تلقب بعد ذلك بالملك الرحيم ولم يصغ إلى امتناع الخليفة) واستقر ملكه بالعراق وخوزستان والبصرة وكان أخوه أبو علي بالبصرة وخلف أبوه من الأولاد المترجم وأبا منصور فلاستون وأبا طالب كامرو وأبا المظفر بهرام وأبا علي كيخسرو وأبا سعد خسرو شاه وثلاثة بنين صغار فاستولى أخوه أبو منصور على شيراز فسير إليه المترجم أخاه أبا سعد في عسكر فملكوا شيراز وخطبوا للمترجم وقبضوا على أبي منصور ووالدته وذلك في شوال. قال وفيها سار الملك الرحيم من بغداد إلى خوزستان فلقيه من بها من الجند فأطاعوه ولما مات أبو كاليجار سار الملك العزيز بن جلال الدولة إلى البصرة طمعا في ملكها فلقيه من بها من الجند فقاتلوه وهزموه ولما سمع باستقامة الأمور للملك الرحيم انقطع أمله ولما سار الملك الرحيم عن بغداد كثرت الفتن بها بين أهل باب الأزج والأساكفة وفيها في المحرم سار الملك الرحيم من الأهواز إلى بلاده فارس فوصلها وخرج عسكر شيراز إلى خدمته ونزل بالقرب من شيراز ليدخل البلد ثم أن الأتراك الشيرازيين والبغداديين اختلفوا وجرى بينهم مناوشة استظهر فيها البغداديون وعادوا إلى العراق فاضطر الملك الرحيم إلى المسير معهم لأنه لم يكن يثق بالأتراك الشيرازيين وكان ديلم بلاد فارس قد مالوا إلى أخيه فلاستون فاضطر إلى صحبة البغداديين فعاد إلى الأهواز في ربيع الأول وأقام بها واستخلف بأرجان أخويه أبا سعد وأبا طالب ولما عاد الملك الرحيم إلى الأهواز في ربيع الأول وأقام بها واستخلف بأرجان أخويه أبا سعد وأبا طالب ولما عاد الملك الرحيم إلى الأهواز انبسط أخوه فلاستون في البلاد واستولى على بلاد فارس.
وفيها أقطع الملك الرحيم نور الدولة دبيس بن مزيد حماية نهر الصلة ونهر النضل وهما من أقطاع الأتراك الواسطيين فساروا إلى نور الدولة ليقاتلوه فكمن لهم فانهزموا وقتل وأسر منهم جماعة كثيرة. وفيها في ذي القعدة عاد الملك الرحيم من الأهواز إلى رامهرمز فلما وصل إلى وادي الملح لقيه عسكر فارس واقتتلوا قتالا شديدا فغدر به بعض عسكره وانهزم هو وجميع العسكر وسار إلى واسط وملك عسكر فارس الأهواز.
ولم يزل الملك الرحيم في الملك إلى أن قطعت خطبته، عند وصول السّلطان طغرل بك محمد بن ميكائيل السلجوقي بغداد  في 25 رمضان سنة 447 هـ ، فقبض على الملك الرحيم، وسيره إلى الري فقطع عليه الأجل الطريق في طريقها وآذنت جموع ممالك الديلم بتفريقها.

## الوفاة
كان السلطان طغرل بك قد انتزع منه الملك، وأخذه وسجنه مدة بقلعة الري بعد أن أتى برجليه إليه مستأمنا، فغدر به في سنة سبع وأربعين. وفي تاريخ ابن الأثير في حوادث سنة 450 هـ فيها توفي الملك الرحيم آخر ملوك بني بويه بقلعة الري وكان طغرل بك سجنه أولا بقلعة السيروان ثم نقله إلى قلعة الري. فتوفي بها، فتكون مدة ملكه عشر سنين.

## وصلات خارجية
- الخريطة الزمنية لآل بني بويهه (أبو نصر "الملك الرحيم" خسرو فيروز بن عماد الدين مرزبان).